# لا پلاتا
لا پلاتا (به اسپانیایی: La Plata) شهری است در کشور آرژانتین.
این شهر مرکز استان بوئنوس آیرس و در عین حال مرکز بخش لا پلاتا است.
پس از آن که شهر بوئنوس آیرس در سال ۱۸۸۰ خود به عنوان یک بخش فدرال اعلام شد، شهر لا پلاتا به عنوان مرکز استان بوئنوس آیرس برگزیده شد.
شهر لا پلاتا در سرشماری ۲۰۰۱ میلادی ۵۷۴٬۳۶۹ نفر جمعیت داشت. جمعیت این شهر به اضافه حومه در آن سال ۶۹۴٬۲۵۳ نفر بود.
لا پلاتا شهری است با تابستان‌های گرم و مرطوب و زمستان‌های معتدل. میانگین دمای آن ۱۶٫۳ درجه سانتیگراد است.

## بنیاد

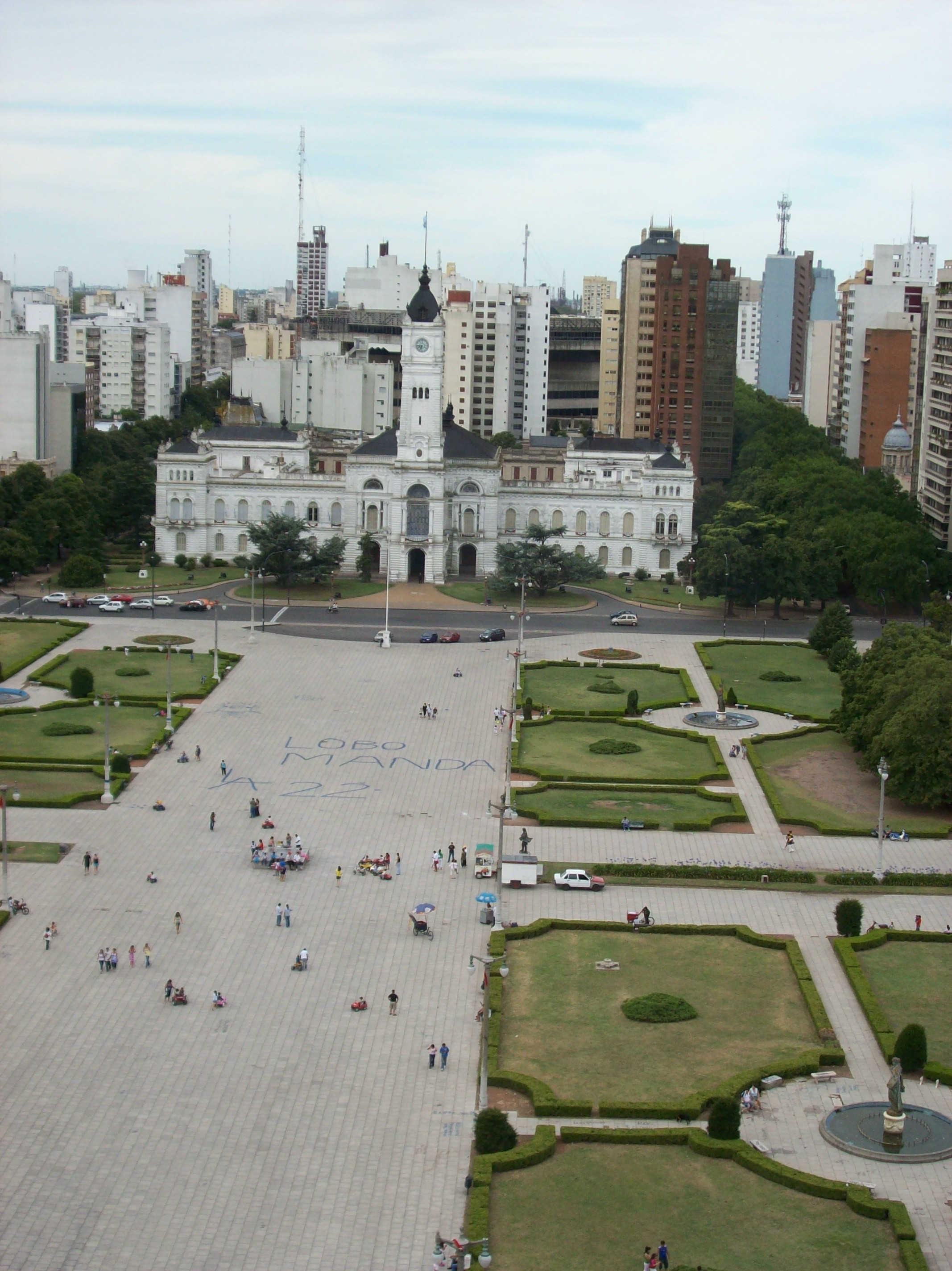
شهرداری لاپلاتا و میدان پلازا مورنو.

بنیاد شهر لا پلاتا رسماً در تاریخ ۱۹ نوامبر ۱۸۸۲ و به دست داردو روچا، فرماندار وقت، روی داد و ساخت آن به طور کامل توسط توماس بردلی ساتن، عکاسی و مستندسازی شد.
در میان سال‌های ۱۹۵۲ تا ۱۹۵۵، این شهر به نام «شهر اوا پرون» نامیده می‌شد.
شهر لا پلاتا شکلی چهارگوش دارد با یک پارک مرکزی و دو خیابان اصلی مورب که در محورهای شمال-جنوب و شرق-غرب ساخته شده‌اند.
گفته می‌شود که در طراحی شهر و معماری ساختمان‌های آن نمادگرایی فراماسونی قویاً نمایان است. این می‌تواند نتیجه این باشد که شهرسازان آن یعنی داردو روچا، و پدرو بنویت هر دو فراماسون بودند.